# Highko Strom

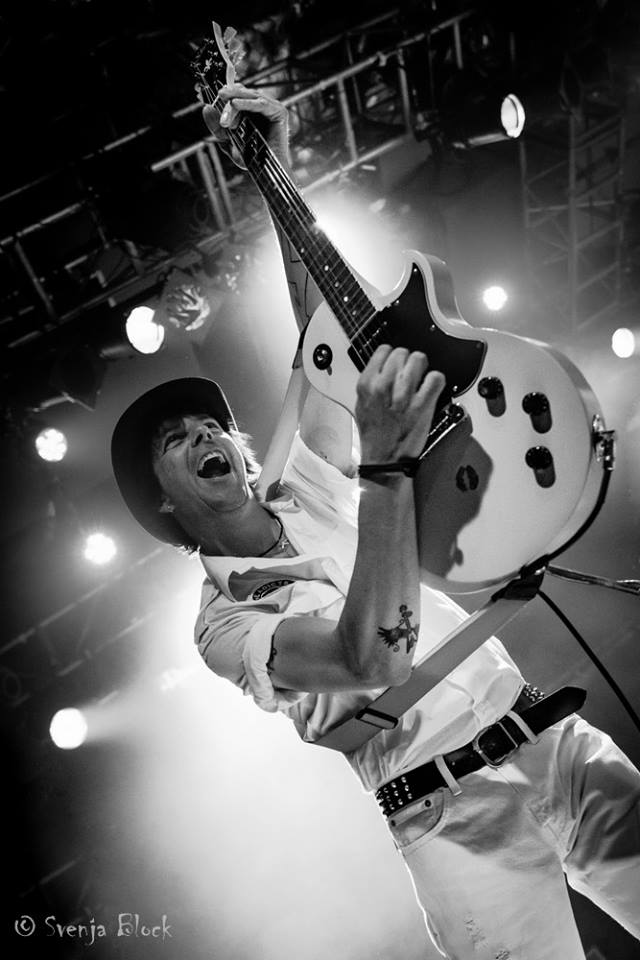
Highko Strom live in London

Highko Strom (* 22. Juli 1971 in Hagen; gebürtig Heiko Schramm) ist ein deutscher Punk- und Rockgitarrist, -sänger und Komponist.

## Leben

### Kindheit und Jugend
Bereits in früher Kindheit begann Highko Strom Gitarre zu spielen. Darüber hinaus spielt er auch Bass und diverse andere Instrumente, die er sich autodidaktisch aneignete. Seine Karriere als Gitarrist begann 1985 in seiner Geburtsstadt Hagen. Dort spielte er in diversen lokalen Bands. Musikalisch beeinflusst und geprägt hat ihn das Zusammentreffen mit Stefan Kleinkrieg, dem Gitarristen der Band Extrabreit. Bereits als Teenager arbeitete er bei einer Tournee von Kleinkrieg´s Band Mona Liza Overdrive für Stefan Kleinkrieg als Gitarren-Roadie.

### Professionelle Karriere

#### Die 1990er
Mit seinem Umzug nach Berlin 1992 begann die professionelle Karriere von Highko Strom. Er wurde Teil der Band Nena und trat in diversen TV-Sendungen als Gitarrist zur Promotion des Albums Bongo Girl auf.
In den 1990er Jahren lebte und arbeitete er für verschiedene Bands in Berlin und Hamburg als Gitarrist bei Studioaufnahmen und Live-Konzerten. In Hamburg war Highko Strom in den späten 1990er Jahren unter anderem Teil der Band Oskar. In Berlin startete er 1998 mit der Hagener Sängerin Melanie Marker das Pop-Projekt Wusch!.
Zu den weiteren Projekten in dieser Zeit gehörte 1998 die Mitarbeit am Album Schöne Momente der Hagener Band Los Invalidos.

#### Strom und die 2000er
Mit Beginn der 2000er-Jahre wurde Berlin erneut und bis heute Lebensmittelpunkt von Highko Strom. Er war in den 2000er-Jahren immer wieder als Gitarrist mit Bands und Solokünstlern auf Tour. Dazu gehörten unter anderem Alec Empire, Texas Terri Bomb, The Raymen, Candy, Bernward Büker und Oi-Melz.
2001 komponierte er gemeinsam mit Ramona Rocks und Frank Becking den Titelsong der TV-Serie Berlin, Berlin Never give up der unter dem Bandnamen Candy aufgeführt wurde.
Im Jahr 2002 gründete Highko Strom die Band Strom. Zehn Jahre lang spielte diese Punk-Rock-Formation zusammen. Zur Band gehörten neben Highko Strom, Gesang und Gitarre, Sabine Ahlbrecht, Drums und Marcus „Spoxx“ Schütze, Bass. Ab 2007 bestand die Band dann neben Highko Strom aus Rolf Brendel, Drums und Kiki Kabel, Bass. Strom spielte zwei Alben ein: 2004 das Album Nr.1 und 2009 Zwischen den Stühlen. Auf dem Album Nr. 1 veröffentlichte die Band mit dem Lied Flying V eine Hommage auf den Scorpions Gitarristen Rudolf Schenker und seine Gitarre, die legendäre Gibson Flying V. Der Scorpions Gitarrist revanchierte sich 2005 auf seine Weise. Er schenkte Highko Strom eine seiner Flying V´s und spielte mit der Band einen Song bei einem Strom-Konzert im Berliner Club „Pirate Cove“.

#### Bonsai Kitten
Nach den erfolgreichen Jahren mit Strom nahm Highko Strom Anfang des Jahres 2012 das Angebot der Berliner Sängerin Tiger Lilly Marleen an und trat der Band Bonsai Kitten als Gitarrist bei. In den folgenden Jahren spielte er mit Bonsai Kitten zwei Alben ein. Er war an den Alben Occupy Yourself! und Mindcraft beteiligt und prägte die musikalische Entwicklung der Band maßgeblich. In seiner Zeit bei Bonsai Kitten fand auch der Wechsel von Kontrabass auf E-Bass statt, was den Sound der Band deutlich rockiger machte. 2015 arbeitete Bonsai Kitten mit Produzent Franz Plasa zusammen, der auch schon Musiker wie Rio Reiser und Selig produzierte. Es entstanden zwei Songs, wovon die erste Single The Darkest Light 2016 erschien.
Highko Strom tourte mit Bonsai Kitten mehrfach ausgiebig in Deutschland und spielte europaweite Live-Shows in der Schweiz, den Niederlanden, Tschechien, Rumänien, Italien und in Großbritannien (UK).

#### The Adicts
Seit 2015 ist Highko Strom Gitarrist bei der legendären britischen Punk-Band The Adicts. Mit der Band war er an der Produktion des Adicts Albums And it was so beteiligt. Highko Strom ist bis zum Beginn der COVID19-Pandemie mit den Adicts mehrfach und ausgiebig auf Tournee gewesen. The Adicts spielten in ganz Nordamerika (USA und Mexiko) und in Europa. Dazu zählte auch ein Auftritt beim Wacken Open Air 2019. Darüber hinaus trat die Band mehrfach im Vorprogramm der Toten Hosen im Rahmen der Laune der Natour Tournee auf. Einer der Höhepunkte der Adicts Tournee in Lateinamerika 2018 war das Konzert im Rahmen des „Altavoz-Festivals“ in Medellín, Kolumbien. Neben weiteren Konzerten vornehmlich in den USA, spielten The Adicts beim Coachella Valley Music and Arts Festival 2024 in Indio im Coachella Valley in Kalifornien.

#### Weitere Projekte
Immer wieder beteiligt sich Highko Strom bei Musikprojekten anderer, namhafter Künstler. So hat er beim Solo-Album Vergessene Helden des ehemaligen Schlagzeugers der Band Nena, Rolf Brendel, als Gitarrist mitgewirkt.
Auch beim Solo-Album des Schlagzeugers der Punk-Band Slime, Swag Boy Alex, war Highko Strom beteiligt. Er spielte Gitarre bei fünf Songs des Albums Hubschrauber und Dinosaurier.
Im Jahr 2020 startete Highko Strom ein temporäres Soloprojekt featuring den Berliner Punk-Musiker Hellvis, bürgerlich Aron Zemkus. Entstanden sind zwei Songs: Call me when you´re dead und I wanna be alive.
Im Jahr 2024 nahm er als Verkäufer an einer Folge der Sendereihe Bares für Rares teil. Dort verkaufte er einen Gitarrenverstärker von Fender, den der 2002 verstorbene Nena-Gitarrist Carlo Karges künstlerisch gestaltet hatte und den er über den Nena-Schlagzeuger Rolf Brendel bei einer Studioauflösung erhalten hatte.